# LV1 Maō to One Room Yūsha
LV1 Maō to One Room Yūsha (Lv1魔王とワンルーム勇者?), conocida como Level 1 Demon Lord and One Room Hero en inglés, es una serie de manga japonesa escrita e ilustrada por toufu. Se ha serializado en el sitio web Comic Fuz de Houbunsha desde marzo de 2019, con sus capítulos recopilados en siete volúmenes de tankōbon a partir de octubre de 2022. Una adaptación de la serie de televisión de anime de Silver Link y Blade se estrenó en julio de 2023.

## Sipnosis
Hace diez años, el héroe Max derrotó al Señor de los Demonios. Para recuperar su poder, el Señor de los Demonios se sumió en un profundo sueño... pero cuando despierta, se entera de que su cuerpo es solo una versión chibi humana femenina de su temible forma. Ahora, curioso por ver qué está haciendo su enemigo, El Señor de los Demonios (ahora la Reina Demonio) visita a Max, solo para descubrir que el poderoso héroe vive en un sucio apartamento de una habitación como un hikikomori. La Reina Demonio decide mudarse con Max y ayudar a su antiguo enemigo a convertirse en un oponente formidable una vez más.

## Personajes
Max (マックス Makkusu?)
Seiyū: Yūichi Nakamura
el Héroe ahora caído en desgracia. Posee el gran poder de antes aunque no lo parezca, lamentablemente eso le trae problemas.
Reina Demonio (魔王 Maō?)
 Seiyū: Naomi Ōzora
El rey demonio re-encarnado cambio de sexo y ahora es ella. Al ver al héroe caído en desgracia se dedica a cuidarlo.
Zenia (ゼニア?)
 Seiyū: Yoko Hikasa
Fiel asistente al rey demonio.
Fred (フレッド Fureddo?)
 Seiyū: Yoshitsugu Matsuoka
Compañero del héroe Max en su derrota al rey demonio. Secretario Jefe del reino es su labor cuando empieza la trama, posee gran conexión magia y mundo espiritual. 
Leo (レオ Reo?)
 Seiyū: Hiro Shimono
Compañero del héroe en su derrota al rey demonio. Se le trata como terrorista al querer independizar al país Gamma del reino.
Yuria (ユリア?)
 Seiyū: Ami Koshimizu
compañera maga del héroe en su derrota al rey demonio. Después de la derrota rey demonio, se dedica tener y criar los hijos que ella tiene.

## Contenido de la obra

### Manga
LV1 Maō to One Room Yūsha está escrito e ilustrado por toufu. La serie comenzó la serialización en el sitio web Comic Fuz de Houbunsha en marzo de 2019. A partir de octubre de 2022, se han lanzado siete volúmenes de tankōbon. Seven Seas Entertainment obtuvo la licencia de la serie en formato impreso y digital.

### Anime
El 29 de marzo de 2022 se anunció una adaptación de la serie de televisión de anime. La serie será producida por Silver Link y Blade y dirigida por Keisuke Inoue, con guiones escritos por Toshiya Ōno, diseños de personajes por Yoshihiro Watanabe y música compuesta por R.O.N. Se estrenará el 3 de julio de 2023. El tema de apertura es "One Room Adventure" de MADKID, mientras que el tema de cierre es "Mirai=Teleport" de Nenne. Sentai Filmworks obtuvo la licencia de la serie fuera de Asia, y lo transmitió en Hidive.